# باغلي ماراما
باغلي ماراما (بالفارسية: باغلی ماراما) هي قرية تقع في غلستان في إيران. يقدر عدد سكانها بـ 2,114 نسمة .